# HD 34579
HD 34579，又名BD+19 893，SAO 77098、HR 1741，是一颗恒星，视星等为6.08，位于銀經184.18，銀緯-9.8，其B1900.0坐标为赤經5h 13m 19.6s，赤緯+20° -9.8′ 47″。